# Chthonic
A Chthonic (ejtsd: mint a "tonik" szót) egy tajvani metalegyüttes. Nevük a következőt jelenti: "földi", "föld alatti" (a "khthon" szó görögül földet jelent, a "chthonic" szó az angol nyelvben általában az alvilágra utal). Különlegesség, hogy csak különféle mitológiákról szólnak a dalaik. Lemezkiadó: Spinefarm Records. Szimfonikus death metal, blackened death metal műfajokban játszanak. Tagok: Freddy Lim, Jesse Liu, Doris Yeh, CJ Kao és Dani Wang. 

## Története
1995-ben alakultak meg Tajpejben. Az eredeti tagok Freddy Lim és az osztálytársai voltak. 1999-ben megjelent első nagylemezük megjelenése előtt jelentős tagcserék történtek a zenekarban. Néha "Ázsia Black Sabbath"jaként utalnak rájuk,  annak ellenére, hogy zenéjük általában semmi hasonlóságot nem mutat a Black Sabbath zenéjével. Zenéjükben tradicionális tajvani zenei elemek is hallhatóak. Az együttes legjellemzőbb hangszere az erhu. Az 1999-ben piacra került első stúdióalbumukat egy évvel később követte a második. Az első stúdióalbum csak Tajvanban volt elérhető, és manapság ritkaságnak számít. A második nagylemezük már inkább a melodikus black metal stílus felé hajlik, az elsővel ellentétben, melyen a heavy metal különböző műfajainak hatása volt a leginkább hallható. Harmadik nagylemezük 2002-ben került a boltok polcaira. A kétezres években jelentős sikereket értek el Európában és az Egyesült Államokban egyaránt. Ezután három évet vártak a következő új albummal, ugyanis csak 2005-ben dobták piacra. 2009-ben, 2011-ben és 2013-ban is megjelentettek nagylemezeket. 2017-ben piacra dobtak egy soundtrack albumot is.

## Tagok
Jelenlegi tagok
- Freddy Lim - ének, erhu (1995-)
- Doris Yeh - basszusgitár, vokál (1999-)
- Jesse Liu - gitár, vokál (2000-)
- Dani Wang - dobok (2005-)
- CJ Kao - billentyűk, szintetizátor (2005-)

## Diszkográfia
Stúdióalbumok
- Where the Ancient Souls Gathered (1999)
- 9th Empyrean (2000)
- Relentless Recurrence (2002)
- Seediq Bale (2005)
- Mirror of Retribution (2009)
- Takasago Army (2011)
- Bu-tik (2013)
- Souls of the Revolution (soundtrack album, 2017)
- Battlefields of Asura (2018)[3]